# 박가령
박가령(1988년 8월 13일~)은 대한민국의 배우이다. 본명은 박지미였으나, 이후 박시현으로 개명했다.

## 학력
- 중앙대학교 연극학과 (학사)
- 중앙대학교 일반대학원 연극학과 (석사과정 재학)

## 연기 활동

### 드라마
- 1997년 SBS 아침연속극 《단 한번의 노래》
- 1997년 MBC 주말연속극 《신데렐라》 ... 어린 장혜원 역(이승연 아역)
- 1997년 KBS1 청소년드라마 《신세대 보고 - 어른들은 몰라요》
- 1998년 MBC 수목드라마 《대왕의 길》 ... 화령옹주 역
- 1998년 MBC 미니시리즈 《애드버킷》 ... 현성병원 흉부외과 환자 송민아 역
- 1999년 KBS1 아침드라마 《TV소설 당신》
- 1999년 MBC 월화드라마 《국희》 ... 어린 민국희 역(김혜수 아역)
- 2000년 SBS 설날특집극 《백정의 딸》
- 2000년 7월 7일 MBC 베스트극장 - 《지화자와 하수민》 ... 하수민 역
- 2000년 9월 20일 KBS 2TV KBS 드라마시티 - 《꽃상여》
- 2000년 CNZTV 인터넷드라마 《노란 리어카》
- 2001년 KBS1 아침드라마 《TV소설 새엄마》 ... 어린 허상인 역(이아현 아역)
- 2002년 KBS2 특별기획드라마 《장희빈》 ... 세자빈 심씨(단의왕후) 역
- 2002년 MBC 일일연속극 《인어 아가씨》
- 2003년 MBC 설날특집극 《순덕이》 ... 이효정 역
- 2003년 EBS1 《TV로 보는 원작동화 - 악마의 유혹》 ... 악마 역
- 2003년 MBC 일일연속극 《귀여운 여인》 ... 장준희 역
- 2003년 SBS 드라마스페셜 《천국의 계단》 ... 어린 한유리 역(김태희 아역)
- 2004년 KBS2 주말연속극 《부모님전상서》 ... 박수아 역
- 2006년 SBS 월화드라마 《눈꽃》 ... 여진 역
- 2011년 SBS 월화드라마 《천일의 약속》 ... 소이 역

### 연극
- 2015년 옥탑방 고양이
- 2017년 자메이카 헬스클럽
- 2018년 성 (Castle) - 명동예술극장
- 2018년 운명 - 백성희장민호극장
- 2018년 호신술 - 백성희장민호극장
- 2019년 갈릴레이의 생애 - 명동예술극장
- 2019년 스카팽 - 명동예술극장
- 2019년 한여름 밤의 꿈 - 명동예술극장

### 영화
- 1995년 남자는 괴로워
- 1995년 누가 나를 미치게 하는가
- 1997년 쁘아종
- 1998년 크리스마스에 눈이 내리면
- 1999년 간첩 리철진
- 2000년 종합병원 The Movie 천일동안
- 2000년 리베라 메

### 예능
- 골 때리는 그녀들 (2022년 9월 ~ 현재)

### CF/광고
- 미미월드 - 발레리나미미
- 크라운제과 - 국희 땅콩샌드(임현식과 함께 출연), 콘초코&콘치즈(배기성과 함께 출연)
- 재능교육